# Cora Berliner
Cora Berliner (* 23. Januar 1890 in Hannover; † 1942 vermutlich in Maly Trostinez) war eine deutsche Wirtschafts- und Sozialwissenschaftlerin und ein Opfer des Holocaust. Sie war eine Wegbereiterin der Sozialen Arbeit, damals Fürsorge genannt.

## Leben

Stolperstein am Haus, Emser Straße 37, in Berlin-Wilmersdorf

Cora Berliner war das fünfte und jüngste Kind des jüdischen Handelsschuldirektors Manfred Berliner und dessen Ehefrau Hanna, geb. Dessau. Der Bruder Siegfried Berliner war ein Physiker. Ihre Onkel waren Emil, Jacob und Joseph Berliner.
Cora Berliner erhielt die damals für Mädchen ihres Standes übliche Ausbildung. Nach dem extern abgelegten Abitur an einem Knabenrealgymnasium studierte sie Mathematik und Staats- und Sozialwissenschaften in Berlin und Heidelberg, sie promovierte 1916 mit Auszeichnung. Das Thema der Dissertation war „Die Organisation der jüdischen Jugend in Deutschland. Ein Beitrag zur Systematik der Jugendpflege und Jugendbewegung“. Am 23. Februar 1919 wurde sie auf der Liste der DDP in die Stadtverordnetenversammlung von Schöneberg gewählt. Bis 1919 arbeitete sie als Angestellte in der Stadtverwaltung Schöneberg, daneben von 1910 bis 1924 beim Verband jüdischer Jugendvereine als Dezernentin, als Geschäftsführerin und später als Vorstandsvorsitzende in Heidelberg. Dort hielt sie Vorträge zum Thema „Die Sozialbeamtin in der Stadtverwaltung“ 1918. 1919 trat Cora Berliner als Angestellte im Reichswirtschaftsministerium in den Staatsdienst. Nach Angaben der Vossischen Zeitung vom 4. Januar 1920 war sie erste Frau in einem Reichsministerium. 1923 wurde sie Regierungsrätin und eine der Leiterinnen im Reichswirtschaftsamt.
1927 ging sie nach London, als Beraterin in der Wirtschaftsabteilung der deutschen Botschaft. 1930 wurde sie Professorin für Wirtschaftswissenschaften am Berufspädagogischen Institut in Berlin.

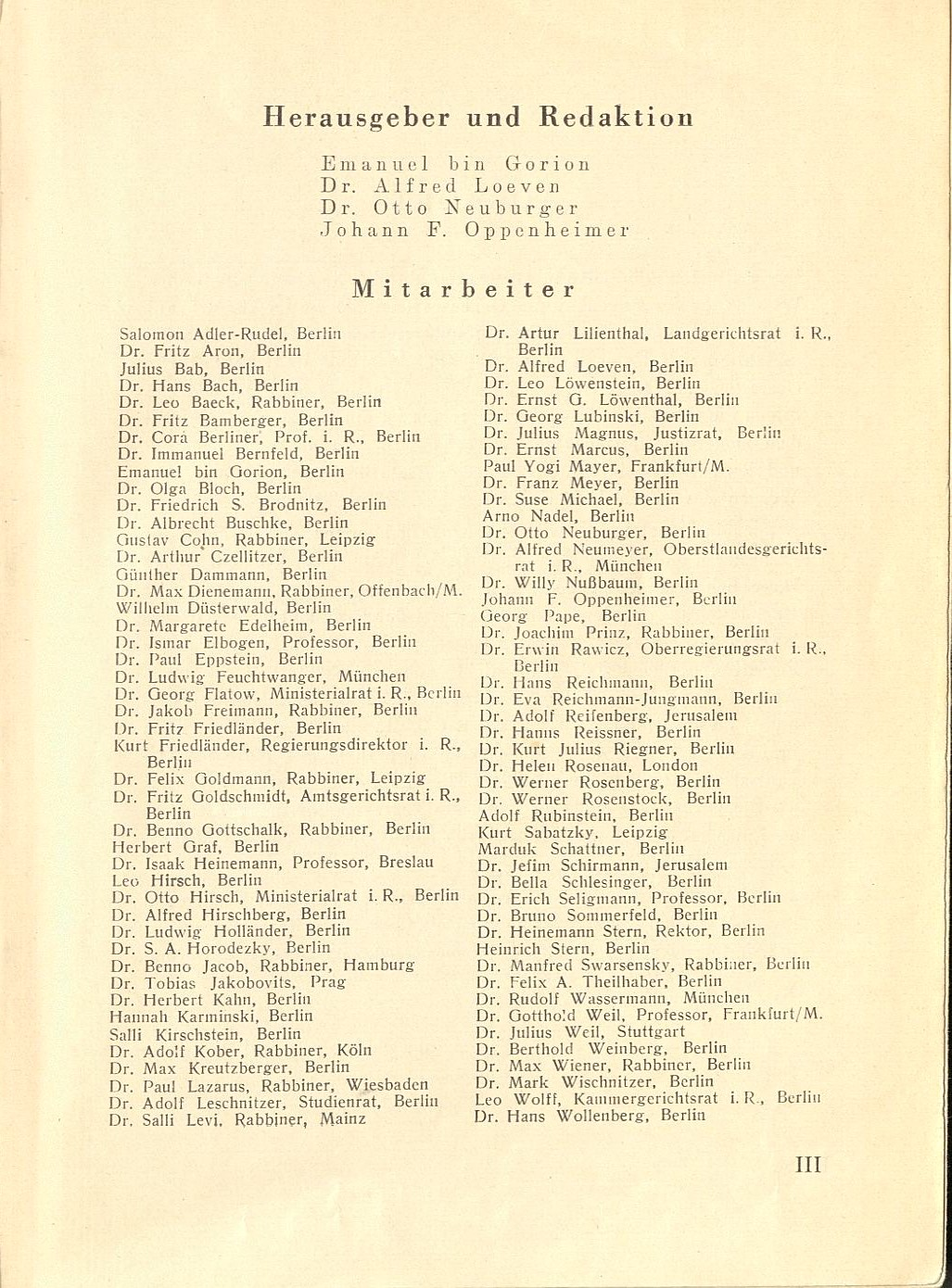
Cora Berliner als Mitarbeiterin im Philo-Lexikon (1935)

Nach der Machtergreifung der Nationalsozialisten wurde sie 1933 aus dem Staatsdienst entlassen. Sie arbeitete in der Reichsvereinigung der Juden in Deutschland, unter anderem als Leiterin der Auswanderungsabteilung, in der Lehrerfortbildung und als stellvertretende Vorsitzende im Jüdischen Frauenbund. Sie setzte sich für die Errichtung eines Seminars zur Ausbildung von Kindergärtnerinnen/Hortnerinnen und Kinderpflegerinnen ein, förderte das jüdische Fürsorgewesen und die berufspolitischen Interessen der Fürsorgerinnen (u. v. a. Alice Salomon). Am 23. Juni 1942 wurde Cora Berliner mit dem Transport II/10 zusammen mit anderen Mitarbeiterinnen und Mitarbeitern der Reichsvereinigung nach Minsk deportiert. Von da an ist über ihr weiteres Schicksal wenig bekannt. Es gibt Hinweise, dass Cora Berliner und alle mit ihr Deportierten im weißrussischen Vernichtungslager Maly Trostinez nahe Minsk ermordet wurden.
Auf dem Jüdischen Friedhof in Hannover erinnert ein Gedenkstein an Cora Berliner.
Cora war weder verheiratet noch hatte sie Kinder, hinterließ aber mehrere Verwandte, darunter auch 21 Großneffen und -nichten, die bis heute noch leben.

## Ehrungen

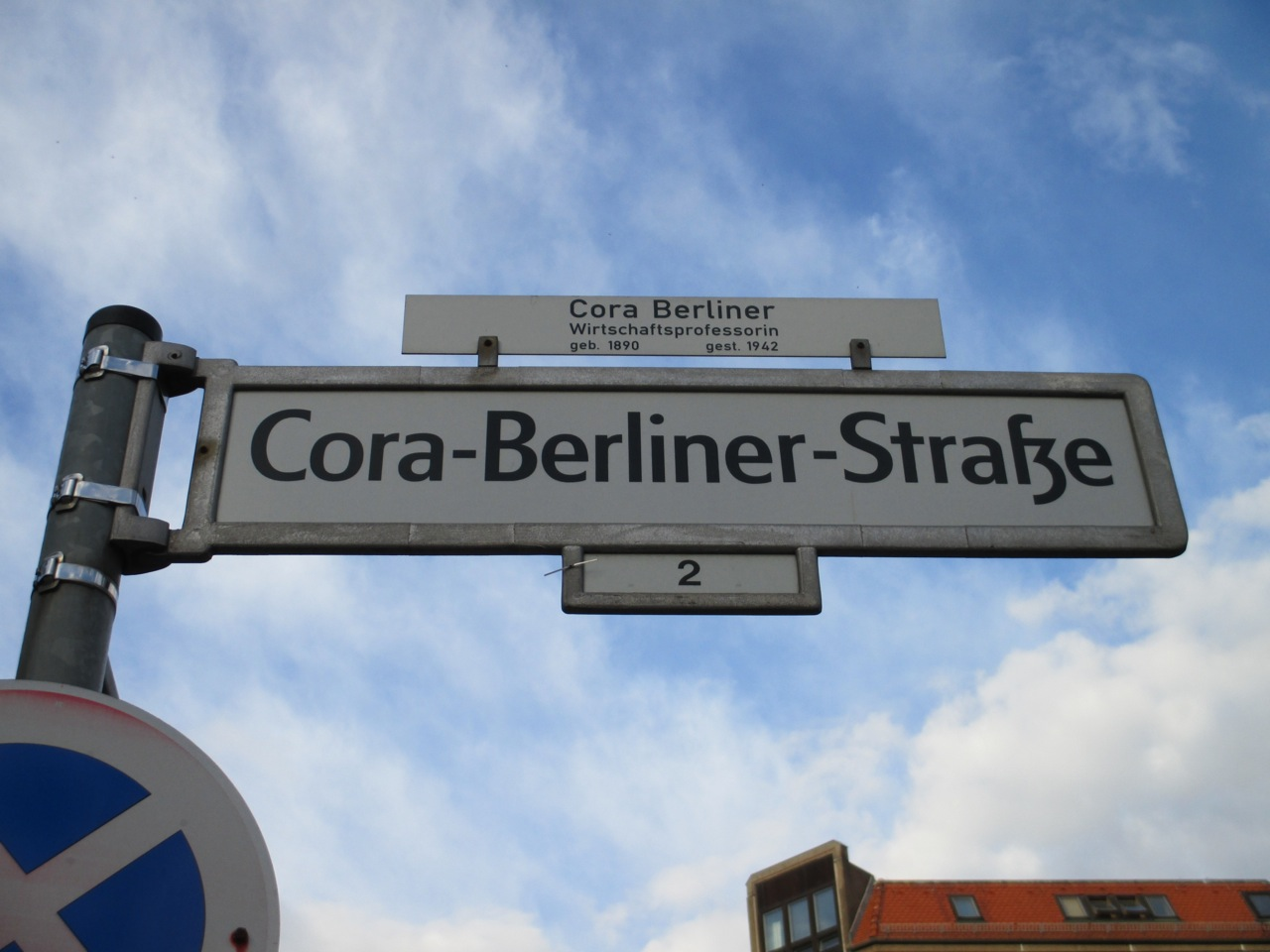
Berliner Straßenschild der Cora-Berliner-Straße mit Widmung

In Berlin-Mitte ist eine Straße am Denkmal für die ermordeten Juden Europas nach Cora Berliner benannt.
In Hannover-Mitte wurde der Fuß- und Radweg zwischen Opernhaus und Mahnmal für die ermordeten Juden Hannovers nach ihr benannt.
Am 29. Oktober 2013 wurde vor ihrem ehemaligen Wohnhaus in Berlin-Wilmersdorf, Emser Straße 37, ein Stolperstein für sie verlegt.
Die Handelsschule für Wirtschaft in Hannover ist nach ihr benannt (BBS Cora Berliner).

## Schriften
- Die Organisation der jüdischen Jugend in Deutschland: Ein Beitrag zur Systematik der Jugendpflege und Jugendbewegung. Phil. Diss. Heidelberg. Berlin: Verl. d. Verbandes d. jüdischen Jugendvereine Deutschlands, 1916. 67 S. Online-Version
- Die Frauen-Auswanderung. In: Jüdisches Nachrichtenblatt. 1939, Nr. 56 (14. Juli 1939), S. 2 Online-Version.